# Елк-Ридж (Юта)
Елк-Ридж (англ. Elk Ridge) — місто (англ. city) в США, в окрузі Юта штату Юта. Населення — 4687 осіб (2020).

## Географія
Елк-Ридж розташований за координатами 40°0′33″ пн. ш. 111°40′40″ зх. д. / 40.00917° пн. ш. 111.67778° зх. д. (40.009143, -111.677823).  За даними Бюро перепису населення США в 2010 році місто мало площу 6,95 км², уся площа — суходіл. В 2017 році площа становила 7,31 км², уся площа — суходіл.

## Демографія
Згідно з переписом 2010 року, у місті мешкало 2436 осіб у 584 домогосподарствах у складі 547 родин. Густота населення становила 350 осіб/км².  Було 630 помешкань (91/км²).
Расовий склад населення:
| - 96,6 % — білих - 0,5 % — вихідців з тихоокеанських островів - 0,3 % — азіатів - 0,2 % — чорних або афроамериканців |

До двох чи більше рас належало 1,6 %. Частка іспаномовних становила 2,8 % від усіх жителів.
За віковим діапазоном населення розподілялося таким чином: 43,2 % — особи молодші 18 років, 48,6 % — особи у віці 18—64 років, 8,2 % — особи у віці 65 років та старші. Медіана віку мешканця становила 23,6 року. На 100 осіб жіночої статі у місті припадало 101,7 чоловіків;  на 100 жінок у віці від 18 років та старших — 98,1 чоловіків також старших 18 років.
Середній дохід на одне домашнє господарство  становив 97 455 доларів США (медіана — 84 712), а середній дохід на одну сім'ю — 98 791 долар (медіана — 86 204). Медіана доходів становила 70 208 доларів для чоловіків та 40 833 долари для жінок. За межею бідності перебувало 6,8 % осіб, у тому числі 9,4 % дітей у віці до 18 років та 0,0 % осіб у віці 65 років та старших.
Цивільне працевлаштоване населення становило 1126 осіб. Основні галузі зайнятості: освіта, охорона здоров'я та соціальна допомога — 28,7 %, роздрібна торгівля — 11,3 %, мистецтво, розваги та відпочинок — 10,3 %, виробництво — 9,6 %.